# Symplocos colombonensis
Symplocos colombonensis är en tvåhjärtbladig växtart som beskrevs av Nooteboom. Symplocos colombonensis ingår i släktet Symplocos och familjen Symplocaceae. Inga underarter finns listade i Catalogue of Life.